# Wagram (metrostation)
Wagram is een station van de metro in Parijs langs metrolijn 3, in het 17de arrondissement in de buurt van de Arc de Triomphe. Het ligt nabij de Avenue de Wagram, vernoemd naar de Slag bij Wagram in 1809. Het station is voorzien van een typische Guimard-ingang.
Pont de Levallois - Bécon · 
Anatole France · 
Louise Michel · 
Porte de Champerret · 
Pereire · 
Wagram · 
Malesherbes · 
Villiers · 
Europe · 
Saint-Lazare · 
Havre - Caumartin · 
Opéra · 
Quatre-Septembre · 
Bourse · 
Sentier · 
Réaumur - Sébastopol · 
Arts et Métiers · 
Temple · 
République · 
Parmentier · 
Rue Saint-Maur · 
Père Lachaise · 
Gambetta · 
Porte de Bagnolet · 
Gallieni